# La fattoria dei giorni felici
La fattoria dei giorni felici (Green Acres), andata in onda in Italia anche con il titolo La fattoria dei prati verdi, è una sitcom statunitense andata in onda fra il 1965 e il 1971 sul network CBS.

## Trama
La serie è ambientata ad Hooterville (Illinois). La storia è quella dei coniugi Douglas, che decidono di abbandonare New York per trasferirsi in una fattoria di 160 acri: l'avvocato Oliver è entusiasta; la moglie Lisa (di origine ungherese come l'attrice) è disperata perché non potrà più dedicarsi allo shopping a Park Avenue. 
Strano a dirsi sarà proprio lei ad adattarsi meglio allo spirito della campagna mentre Oliver continua a ragionare come se fosse in città.
Tra coloro che gravitano attorno alla coppia protagonista: Mr. Haney, il rivenditore locale dalla parlantina sciolta che cerca di rifilare qualsiasi cosa ai Douglas; Eb Dawson, l'aiutante di Oliver e Lisa; il negoziante Sam Drucker; l'agricoltore Hank Kimball; l'allevatore di maiali Fred Ziffel, proprietario di Arnold Ziffel, “il porcellino più furbo della città” con tanto di sottotitoli dei suoi pensieri e appassionato telespettatore delle news di Walter Cronkite; il carpentiere Alf Monroe; Ralph Monroe, sorella e partner in affari di Alf.

## Personaggi e interpreti
- Oliver Wendell Douglas, interpretato da Eddie Albert
- Lisa Douglas, interpretata da Eva Gabor
- Mr. Eustace Haney, interpretato da Pat Buttram
- Eb Dawson, interpretato da Tom Lester
- Fred Ziffel, interpretato da Hank Patterson
- Doris Ziffel, interpretata da Barbara Pepper (1965-68) e Fran Ryan (1969–71)
- Hank Kimball, interpretato da Alvy Moore
- Sam Drucker, interpretato da Frank Cady
- Mother Eunice Douglas, interpretato da Eleanor Audley
- Alf Monroe, interpretato da Sid Melton
- Ralph Monroe, interpretato da Mary Grace Canfield
- Newt Kiley, interpretato da Kay E. Kuter
- Ben Miller, interpretato da Tom Fadden
- Roy Trendell, interpretato da Robert Foulk

## Produzione
Il telefilm è prodotto da Jay Sommers e da Paul Henning. La sitcom è nata dall'incontro dei due, quando il primo propose al secondo di tradurre in televisione la serie radiofonica del 1950 Granby's Green Acres, a sua volta ispirata dal romanzo del 1942 di S.J. Perelman Acres and Pain. Vic Mizzy è l'autore del tema musicale country. 
Nonostante ogni stagione non sembrava conoscere una crisi degli ascolti il network televisivo decise di annullare la settima stagione. Questo taglio colpì molte altre serie di ambientazione rurale tanto che venne coniata l'espressione  "Rural purge" che si potrebbe tradurre con "epurazione campagnola". I principali inserzionisti infatti volevano investire in serie ambientate nelle città e per fare spazio a queste molte serie di ambientazione rurale e campagnola vennero cancellate di netto. 
Tutto il cast è stato riunito in un film-tv che la CBS ha trasmesso nel maggio del 1990. Il porcellino ha vinto un poker di American Humane Association's Patsy Awards, l'Oscar degli animali.

## Episodi
| Stagione         | Episodi | Prima TV USA | Prima TV Italia |
| ---------------- | ------- | ------------ | --------------- |
| Prima stagione   | 32      | 1965-1966    |                 |
| Seconda stagione | 30      | 1966-1967    |                 |
| Terza stagione   | 30      | 1967-1968    |                 |
| Quarta stagione  | 26      | 1968-1969    |                 |
| Quinta stagione  | 26      | 1969-1970    |                 |
| Sesta stagione   | 26      | 1970-1971    |                 |